# X10 (standard)
X10 – system automatyki budynkowej działający na podobnej zasadzie jak system KNX/EIB – Powerline, czyli przesył informacji odbywa się po przewodzie zasilającym. Powstał w USA w latach 70. XX w.
Urządzenie w systemie X10 dzielą się również tak jak w EIB na sensory i aktory. Maksymalna liczba urządzeń w instalacji ograniczona jest do 256 sztuk. Adres fizyczny, który jest niezbędny do powiązania komunikacji pomiędzy dwoma urządzeniami, określa się ręcznie dwoma przełącznikami obrotowymi, na każdym urządzeniu. Największą zaletą jest możliwość zamontowania urządzeń na już gotowej instalacji elektrycznej, wadą – duży pobór energii przez urządzenia wykonawcze (około 1A) oraz nieestetyczny wygląd (większość urządzeń montowana jest natynkowo lub jest wtykana bezpośrednio do gniazd elektrycznych). Główny obszar zastosowań to mieszkania.